# Philippine Stock Exchange
Die Philippine Stock Exchange (PSE) (Filipino: Pamilihang Sapi ng Pilipinas) ist neben der Philippine Dealing Exchange eine der zwei Wertpapierbörsen der Philippinen. Sie stellt die Hauptaktienbörse der Philippinen dar und ist heute nicht nur eine der größten Wertpapierbörsen Südostasiens, sondern mit ihren Anfängen im Jahr 1927 auch eine der ältesten Börsen in ganz Asien. Am 31. Dezember 2008 waren an der Philippine Stock Exchange 246 börsennotierte Unternehmen mit einer Marktkapitalisierung von 51,88 Mrd. US-Dollar gelistet. Sie hat ihren Sitz in der Hauptstadt Manila. 

## Geschichte
Die Philippine Stock Exchange entstand am 23. Dezember 1992 durch die Fusion der im Jahr 1927 gegründeten Manila Stock Exchange (MSE) und der seit 1963 bestehenden Makati Stock Exchange (MkSE). Die MSE, zunächst in Manila ansässig, wechselte den Firmensitz 1992 nach Pasig City, wohingegen sich die MkSE seit Gründung in Makati City befand. Auch nach dem Zusammenschluss zur PSE bestehen weiter beide Standorte, der Parketthandel findet also in zwei räumlich voneinander getrennten Handelssälen statt. Seit März 1994 jedoch sind beide Parketts in einem zentralen Computersystem, dem MakTrade System, zusammengeschlossen, sodass der Handel über eine zentrale Stelle erfolgt, ganz gleich an welcher der beiden Lokationen ein Auftrag platziert wird. Derzeit hat die Philippine Stock Exchange die kürzesten Handelszeiten in ganz Asien, von 9.30 bis 12.10 Uhr. Im Jahr 2002 wurde testweise der Handel von 13.00 bis 14.30 Uhr auf den Nachmittag ausgedehnt, da sich dieser Zeitraum jedoch mit der Handelsunterbrechung zur Mittagszeit der benachbarten Börsen in Singapur, Hongkong, Malaysia, Indonesien und Thailand überschnitt, brachte dies nicht den erhofften Effekt und wurde nach nur acht Monaten wieder auf die zuvor geltenden Handelszeiten zurückgefahren.
Im Jahr 2001, nach Inkrafttreten des philippinischen Securities Regulation Code, wurde die Philippine Stock Exchange von einer mitgliederverwalteten Gesellschaft in eine börsennotierte und gewinnerwirtschaftende Aktiengesellschaft umgewandelt. Seit dem 15. Dezember 2003 werden Anteile der PSE öffentlich gehandelt.
Der seit 2004 im Amt gewesene Vorstandsvorsitzende Francis Ed. Lim trat am 14. Februar 2010 zurück. Sein Nachfolger in diesem Amt ist Val Antonio B. Suarez.

## Indizes
Die nach Marktkapitalisierung 32 größten Unternehmen sind im PSEi-Index zusammengefasst.

## Mitgliedschaften
Die Börse ist Mitglied von:
- World Federation of Exchanges[7]
- Asian and Oceanian Stock Exchanges Federation
- Sustainable Stock Exchanges Initiative